# Witold Krochmal
Witold Zygmunt Krochmal (ur. 8 grudnia 1955 we Wrocławiu) – polski polityk, samorządowiec, były wojewoda wrocławski i dolnośląski.

## Życiorys
Ukończył studia na Wydziale Górniczym Politechniki Wrocławskiej. Pracował w ubezpieczeniach, był prezesem zarządu Kopalni Bazaltu „Janowiczki”.
W latach 1990–1994 pełnił funkcję burmistrza miasta i gminy Wołów. Był członkiem delegacji polskiej do Rady Gminy i Regionów Europy w Strasburgu. Następnie pracował na kierowniczych stanowiskach w spółkach prawa handlowego. W 1997 został pełnomocnikiem wojewody wrocławskiego do spraw usuwania skutków tzw. powodzi tysiąclecia.
W rządzie Jerzego Buzka zajmował (z rekomendacji Partii Chrześcijańskich Demokratów) stanowisko wojewody wrocławskiego, następnie wojewody dolnośląskiego. Wstąpił w międzyczasie do Ruchu Społecznego AWS. W 2001 przez kilka miesięcy był prezesem zarządu Fundacji „Polsko-Niemieckie Pojednanie”.
W wyborach samorządowych w 2002 wybrano go na burmistrza Wołowa. W 2006, startując z ramienia lokalnego komitetu, skutecznie ubiegał się o reelekcję, obejmując ten urząd po raz trzeci. Cztery lata później przegrał w pierwszej turze, uzyskując mandat radnego Wołowa. W 2024 został wybrany do rady powiatu wołowskiego.
Wykłada także finanse w Dolnośląskiej Wyższej Szkole Służb Publicznych „Asesor” we Wrocławiu. W 2003 został członkiem Delegacji Polskiej do Komitetu Regionów.

## Odznaczenia
- Krzyż Kawalerski Orderu Odrodzenia Polski (2010[4])
- Złoty Krzyż Zasługi (dwukrotnie, 2005[5] i 2009[6])